# Buchholz (Schaumburg)
Buchholz  is een gemeente in de Duitse deelstaat Nedersaksen. De gemeente maakt deel uit van de Samtgemeinde Eilsen in het Landkreis Schaumburg, en vormt daarvan het meest oostelijke gedeelte.
Buchholz telt 753 inwoners.
Met een oppervlakte van 177 hectare is Buchholz in dit opzicht de kleinste gemeente van Nedersaksen.
Belangrijkste buurgemeente is Rinteln in het zuiden.
Langs Buchholz loopt, in west-oost-richting, de autosnelweg A2. Afrit 35 van deze Autobahn ligt vlak bij de buurdorpen Heeßen en Luhden; de Autobahn kruist hier de van noordwest naar zuidoost lopende Bundesstraße 83 of B83. Ten noordwesten van Bad Eilsen, in Bückeburg, takt deze B83 van de belangrijke oost-westverbinding B65 af.
Uit het dorp, dat vermoedelijk rondom een sedert het jaar 1000 reeds bestaande boerderij is ontstaan, zijn geen historische gebeurtenissen van meer dan plaatselijke betekenis overgeleverd.  Buchholz is gelegen in het Wezerbergland en bestaat voornamelijk van wandel- en fietstoerisme.
Zie ook onder: Samtgemeinde Eilsen.

## Galerij

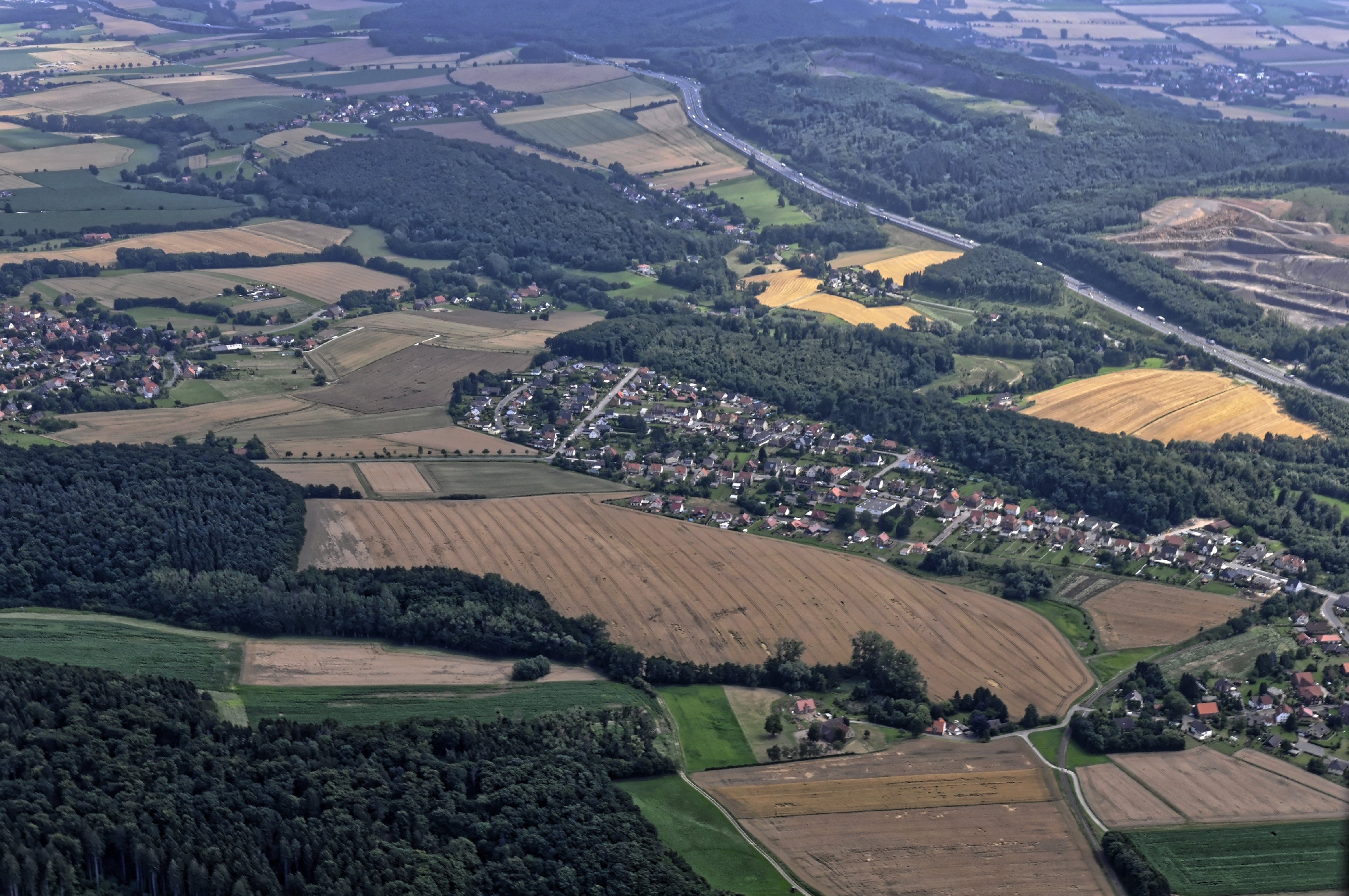
Luchtfoto van Buchholz (2015). Rechtsboven de A2.

Ahnsen · 
Apelern · 
Auetal · 
Auhagen · 
Bad Eilsen · 
Bad Nenndorf · 
Beckedorf · 
Buchholz · 
Bückeburg · 
Hagenburg · 
Haste · 
Heeßen · 
Helpsen · 
Hespe · 
Heuerßen · 
Hohnhorst · 
Hülsede · 
Lauenau · 
Lauenhagen · 
Lindhorst · 
Lüdersfeld · 
Luhden · 
Meerbeck · 
Messenkamp · 
Niedernwöhren · 
Nienstädt · 
Nordsehl · 
Obernkirchen · 
Pohle · 
Pollhagen · 
Rinteln · 
Rodenberg · 
Sachsenhagen · 
Seggebruch · 
Stadthagen · 
Suthfeld · 
Wiedensahl · 
Wölpinghausen